# Въоръжени сили на Румъния
Въоръжените сили на Румъния (на румънски: Forţele Armate Române / Armata Română) се състоят от Сухопътните, Военноморските и Военновъздушните сили на Република Румъния.

## Сила
Румъния се присъединява към НАТО през 2004 г. Реформите в армията до 2007 г. я превръщат от наборна в професионална. Армията включва 90 хил. мъже и жени. Около 75 хил. от тях са военният персонал, а 15 хил. са цивилните. 60 от 90 хил. ще бъдат действащите сили, докато 30 хил. ще образуват териториалните сили. От 75 хил. войници, 45 800 образуват Румънските сухопътни сили, 13 250 – Румънските военновъздушни сили, 6800 са в Румънските военноморски сили, а останалите 8800 служат в други сектори.

## Модернизация
Румънската армия следва грандиозен план за развитие, състоящ се от три части. През 2007 г. е завършен първия план. 2015 определя края на втория етап, в който се цели да се достигне конкурентоспособност с останалите армии от НАТО. През 2025 г. е краят на третия период, който цели модернизирането изцяло на структурата на армията, редуциране на персонала и внедряване на нови и модерни технологии, които ще изравнят армията с останалите в НАТО.

## Генерален щаб на въоръжените сили
Генералният щаб на въоръжените сили (Statul Major General) е висшият военен ръководен орган на отбраната на страната. Граждански контрол се осъществява от Министерството на националната отбраната на Румъния. Генералният щаб се оглавява от висш офицер с чин генерал-лейтенант / вицеадмирал, който по средата на четиригодишния си мандат бива повишен в чин генерал / адмирал (или в случай на пенсиониране и зачисляване в резерва). Разположен е в Букурещ и е съставен от седем отделни дирекции:
- Дирекция за персонал и мобилизация
- Дирекция за операции
- Дирекция за логистика
- Дирекция за стратегическо планиране
- Дирекция за комуникации и информатика
- Дирекция за подготовка и доктрина
- Дирекция за инфраструктура и материално планиране

Oсвен тези главни дирекции, на Генералния щаб са подчинени и:
- Медицинска дирекция
- Военна топографска дирекция
- Историческа служба на въоръжените сили
- Национален военен музей „Крал Фердинанд“

Това е вътрешната структура на Генералния щаб. На негово директно подчинение има служби и командвания, които са извън трите вида въоръжени сили. Най-важните от тях са:
- Национален военен команден център – ядро[8]
- Съвместно командване на силите (Comandamentul Forţelor Întrunite)
- Съвместно командване за комуникации и информатика (Comandamentul Comunicaţiilor şi Informaticii)[9]
- Съвместно логистично командване (Comandamentul Logistic Întrunit)[10]
- Генерална дирекция за информация на отбраната (Direcția Generală de Informații a Apărării)[11]
  - Дирекция военна информация (Direcția Informații Militare, военно разузнаване)
  - Дирекция военна сигурност (Direcţia Siguranță Militară, военно контраразузнаване)
- Служба военна полиция (Serviciul de Poliția Militară)

## Сухопътни войски
Сухопътните войски представляват основният вид въоръжени сили на Румъния. Те съставляват около 70% от общия числен състав на въоръжените ѝ сили. Предвид географските особености на страната са организирани в три общовойскови дивизии и сили на централно подчинение – бригада специални сили, артилерийска РСЗО бригада, инженерна бригада и други формирования. Не разполагат със собствена авиация и въздушната поддръжка се осъществява от румънските ВВС. Началникът на Главния щаб на СВ е офицер с чин генерал-майор.
Главен щаб на сухопътните войски, Букурещ
- - 6-а Бригада за специални операции „Михай Витязул“, Търгу Муреш[12][13]
    - батальон специални сили, два парашутни батальона, логистичен батальон

  - 8-а Смесена артилерийска бригада „Александру Йоан Куза“, Фокшани[14]
    - три дивизиона РСЗО LAROM, един дивизион за артилерийско разузнаване и целеуказване, логистичен батальон

  - 10-а Инженерна бригада „Дунъря де Жос“, Браила[15]
  - 265-и Батальон военна полиция, Букурещ
  - 500-тен Логистичен батальон, Букурещ
- 1-ва Пехотна дивизия „Дакика“, Букурещ[16][17]
  - 1-ва Механизирана бригада „Aрджедава“, Букурещ
    - танков батальон, два механизирани батальона, артилерийски дивизион, зенитно-артилерийски дивизион, логистичен батальон

  - 2-ра Пехотна бригада „Ровине“, Крайова
    - три моторизирани батальона, артилерийски дивизион, зенитно-артилерийски дивизион, логистичен батальон

  - 2-ра Планинска бригада „Сармизегетуза“, Брашов
    - три батальона планински стрелци, планински артилерийски дивизион, зенитно-артилерийски дивизион, логистичен батальон

  - 30-и Гвардейски и протоколен полк „Михай Витязул“, Букурещ
  - 2-ра Логистича база „Влахия“, Търговище
    - два транспортни батальона, ремонтен батальон

  - 51-ви Смесен артилерийски полк „Генерал Корнел Параниак“, Слобозия[18]
  - 61-ви Зенитно-ракетен полк „Пелендава“, Слобозия
  - 313-и Разузнавателен батальон „Буребиста“, Букурещ
  - 96-и Инженерен батальон „Йозеф Крузел“
  - 1-ви Батальон за гражданско-военно сътрудничество (CIMIC), Букурещ
  - 45-и Свързочен батальон „Капитан Григоре Гьошану“
  - Батальон военна полиция, Букурещ
  - 49-и Батальон за ЯХБЗ „Арджеш“, Питещ
  - 300ен Логистичен батальон „Сармис“, Букурещ
- 2-ра Пехотна дивизия „Гетика“, Бузъу
  - 9-а Механизирана бригада „Мъръшещи“, Кюстенджа
    - танков батальон, два механизирани батальона, артилерийски дивизион, зенитно-артилерийски дивизион, логистичен батальон

  - 15-а Механизирана бригада „Поду Ъналт“, Яш
    - танков батальон, два механизирани батальона, артилерийски дивизион, зенитно-артилерийски дивизион, логистичен батальон

  - 282-ра Механизирана бригада „Униря Принчипателор („Обединени княжества“)“, Фокшани
    - танков батальон, два механизирани батальона, артилерийски дивизион, зенитно-арто; ерийски дивизион, логистичен батальон

  - 3-та Логистична база „Зарджидава“, Роман
  - 52-ри Смесен артилерийски полк „Генерал Александру Тел“, Бърлад
  - 53-ти Зенитно-ракетен полк „Трофеум Траяни“, Медгидя[19]
  - 528-и Разузнавателен батальон „Влад Цепеш“, Браила
  - 3-ти Инженерен батальон „Генерал Константин Поенару“, Бузъу
  - 47-и Свързочен батальон „Генерал Николае Петреску“, Бузъу
  - 202-ри Батальон за ЯХБЗ „Генерал Джордже Телеман“, Хуши[20]
  - 200ен Логистичен батальон „Истрица“, Бузъу
- 4-та Пехотна дивизия „Гемина“, Клуж-Напока[20]
  - 18-а Пехотна бригада „Банат“, Тимишоара
    - два моторизирани батальона, батальон планински стрелци, логистичен батальон

  - 61-ва Планинска бригада „Вирджил Бъдулеску“, Миеркуря Чук
    - три батальона планински стрелци, планински артилерийски дивизион, зенитно-артилерийски дивизион, логистичен батальон

  - 81-ва Механизирана бригада „Григоре Бълан“, Бистрица-Нъсъуд
    - танков батальон, два механизирани батальона, артилерийски дивизион, зенитно-артилерийски дивизион, логистичен батальон

  - 4-та Логистична база „Трансилвания“, Деж
    - транспортен батальон, ремонтен батальон

  - 69-и Смесен артилерийски полк „Силвания“, Шимлеул Силванией
  - 50-и Зенитно-ракетен полк „Андрей Мурешяну“, Флорещи
  - 317-и Разузнавателен батальон „Влъдяса“, Клуж-Напока
  - 400-тен Логистичен батальон „Феляку“, Клуж-Напока
  - 55-и Свързочен батальон „Напока“, Клуж-Напока
  - 72-ри Батальон за ЯХБЗ „Негру Водъ“, Сигишоара
  - 53-ти Инженерен батальон „Скорило“, Дева

Букурещки гарнизон, Букурещ
- Тилови батальон
- Централен офис за връзки с обществеността на Румънската армия
- Военно-административни офиси
- Военно-церемониална част
- Специална военна комисия

Тренировъчно командване, Букурещ
- Военна академия на сухопътните сили, Сибиу
- Сержантско училище на сухопътните сили, Питещ
- Учебен център Питещ
- Учебен център Сибиу
- Учебен център Бузъу
- Военен лицей Бряза
- Военен лицей Алба Юлия
- Военен лицей Къмпулунг Молдовенеск

## Военновъздушни сили
Военновъздушните сили осигуряват противо-въздушната отбрана на страната, авиационната поддръжка на сухопътните войски и военноморските сили, както и поддръжката на държавните институции. До средата на 90-те години в тяхната структура влиза и Командване на въздушно-десантните войски, в състав от три парашутно-десантни бригади и поддържащи подразделения, но то е редуцирано и влято в състава на сухопътните войски. Авиационната техника и зенитно-ракетните комплекси на румънските ВВС е остаряла и се нуждае от подмяна. Страната разполага с неголяма собствена авиационна проишленост. Най-големият изпълняван проект е замяната на основния изтребител МиГ-21 LanceR с изтребители втора ръка F-16А/В, модернизирани до стандарта MLU. Поръчани са 24 бройки със заявено намерение за закупуване на още 12. Началникът на Главния щаб на ВВС е офицер с чин генерал-майор.
Главен щаб на военновъздушните сили Букурещ
- 2-ри Център за въздушно наблюдение „Норд“
- 71-ва Въздушна флотилия – Къмпия-Турзии „Генерал Еманоил Йонеску“
  -     - 711-а Изтребителна авиоескадрила – МиГ-21 LanceR
    - 713-а Вертолетна щурмова авиоескадрила – IAR 330M/ SOCAT

  - Клон на 71-ва Въздушна флотилия – Тимишоара – Джиармата
    - 712-а Вертолетна авиоескадрила – IAR 330М
    - 142-ра Разузнавателна БЛА авиоескадрила (по други източници 714-а) – Shadow 600 UAV
- 86-а Въздушна флотилия – Фетещ „Лейтенант авиатор Джурдже Мокиорница“
  -     - (861-ва Изтребителна авиоескадрила – МиГ-21 LanceR)(временно е пребазирана в АБ Михай Когълничяну)

  - Клон на 86-а Въздушна флотилия – Кюстенджа – Михай Когълничяну
    - 862-ра Вертолетна авиоескадрила – IAR 330L
    - 861-ва Изтребителна авиоескадрила – МиГ-21 LanceR (временно)

(Ескадрилата временно е пребазирана в АБ Михай Когълничяну, докато АБ Фетещ се модернизира в очакване на поръчаните F-16AM/BM)
- 95-а Въздушна флотилия – Бакъу „Герой капитан авиатор Александру Шербънеску“
  -     - 951-ва Учебно-бойна авиоескадрила – IAR-99 Șoim
    - 952-ра Вертолетна щурмова авиоескадрила – IAR 330M/ SOCAT

(951-ва Ескадрила временно е лети на реактивни УТС IAR 99 Șoim в очакване на поръчаните F-16AM/BM)
- 90-а Въздушна транспортна флотилия – Букурещ – Отопени „Командир авиатор Джордже Бънкюлеску“
  -     - 901-ва Тактическа транспортна авиоескадрила – C-130B/H Hercules
    - 902-ра Транспортна и фоторазузнавателна авиоескадрила – C-27J, Ан-30
    - 903-та Вертолетна транспортна авиоескадрила – IAR 330L/ М
- Авиационно училище на ВВС – Бобок „Аурел Влайку“
  -     - 1-ва Учебна начална авиоескадрила – Iak-52, IAR 316
    - 2-ра Учебна основна авиоескадрила – IAR 99 Standart

  - Клон на Авиационното училище на ВВС в Бакъу
    - 3-та Учебна тактическа авиоескадрила – (IAR 99 Șoim)(Ползва самолети на 951-ва УБАЕ)
- 1-ва Зенитно-ракетна бригада „Генерал Николае Дъскълеску“ Букурещ
- 11-и Зенитно-ракетен полк „Хоря“ Брашов
- 70-и Инженерен полк на авиацията Букурещ
  - 2 инженерни батальона, технически инженерен батальон, тилова рота, транспортна рота, щабна рота
- 85-и Център за комуникации и информатика на авиацията
- 91-ва Логистична база
- Учебен зенитно-ракетен полигон Капу Мидя „Бригаден генерал Йон Бунджеску“
- Академия на военновъздушните сили „Хенри Коандъ“
- Техническо училище на военновъздушните сили „Аурел Влайку“ (Як-52, IAR 99, IAR 316)
- Сержантско училище на военновъздушните сили „Траян Вуя“

## Военноморски сили
Началникът на Главния щаб на СВ е офицер с чин контраадмирал.
Главен щаб на Военноморските сили (Кюстенджа)
- Флот (Кюстенджа)
  - 56-а Флотилия фрегати (фрегата 111 „Мъръшещи“, фрегата 221 „Крал Фердинанд“ и фрегата 222 „Кралица Мария“)
    - Група военноморски вертолети (IAR 330 NAVAL)

  - 150-а Ескадра ракетни корвети (ракетни корвети клас „Зборул“ (проект 1141) и брегови ПКР комплекс 4К51 Рубеж)
  - 50-а Ескадра корвети (патрулни корвети клас „Адмирал Петре Бърбуняну“, патрулни корвети клас „Вицеадмирал Еустатиу Себастиан“)
  - 146-а Ескадра минно-трални кораби (миночистачи клас „Муска“ и минен заградител „Косар“)
- Речна флотилия (Тулча)
  - 67-а Ескадра речни монитори (речни монитори клас „Михай Когълничяну“ и клас „Брутар-II“)
  - 88-а Ескадра речни патрулни катери (речни ведети тип VB 76)
- Военна академия на ВМС „Мирча Стари“ (Кюстенджа)
- Военноморско техническо училище „Вицеадмирал Константин Бълеску“
- Военноморско мичманско училище „Адмирал И. Мурджеску“
- Водолазен център и група специални сили
- Център за радио-електронно наблюдение и разузнаване „CALLATIS“
- Център за информационни технологии
- Център за обучение, симулации и проучвания
- Военноморски хидрографски директорат
- Военноморски медицински център
- Военноморски музей
- Военноморска логистична база „Понтика“
  - Ескадра специални спомагателни кораби
  - 338-и Военноморски кораборемонтен център
  - 335-а Логистична секция, Мангалия
  - 329-а Логистична секция, Браила
  - 330-а Логистична секция, Кюстенджа
  - 325-а Логистична секция, Тулча
- 307-и Батальон морска пехота
- 110-и Свързочен и информационен батальон на ВМС
- Тилови батальон на ВМС

## Сегашни мисии извън Румъния
Румънските войски участваха във Войната в Ирак, достигайки връх от 730 войници, преди да бъдат бавно намалени до 350 войници. Румъния оттегля всичките си войски от Ирак до 24 юли 2009 г.
Международни мисии на румънските Въоръжени сили към 26 февруари 2016 г.:
Операции на НАТО:
- Афганистан: 608 военнослужещи
- Косово (КФОР): 54 военнослужещи

Операции на ЕС:
- EUFOR ALTHEA: 39 военнослужещи
- Мали: 1 военнослужещ
- Сомалия: 1 военнослужещ
- EUNAVFOR ATALANTA и Средиземно море: 3 военнослужещи

Операции на ООН: 41 военнослужещи
Операции на ОССЕ: 4 военнослужещи
Освен структурите, директно организирани под контрола на Министерството на националната отбрана, съществуват и други служби, изградени по закона за въоръжените сили и организирани според военната дисциплина, които са на друго подчинение и изпълняват функции, различни от пряката защита на териториалната цялост на страната. Това са следните военизирани организации:

## Румънска жандармерия
В новата си история румънската държава е под силно френско влияние по отношение на държавното си устройство, моделите на съдебната власт и право-охранителните си структури. Така в страната е създадена Румънска жандармерия (Jandarmeria Română), чийто първообраз е френската жандармерия. Подобно на нея и румънската жандармерия е структура с двойно предназначение – едновременно част въоръжените сили и полицейска служба за защита на правовия ред. Тъй като службата е силно ангажирана с подавянето на етническия сепаратизъм и левия радикализъм, след идването на власт на комунистите службата е разформирована, а функциите ѝ са поети от Войските на Секуритате. Тази мощна държавна структура на свой ред е заета с подавянето на елементите, враждебни на Румънската комунистическа партия и дори по време на Румънската революция влиза в сблъсъци с армията. Затова Директоратът на войските на Секуритате на свой ред е закрит, жандармерията е възстановена, но за да се избегне чувствителната тема за това армейски структури да бъдат използвани срещу гражданите в новия си вид жандармерията е изцяло подчинена на Министерството на вътрешните работи и администрацията, а военните ѝ функции са поети от новосъздадена Военна полиция към Министерството на националната отбрана. Все пак предвид характера на службата на полицейски резерв за действия при кризи и случаи на тероризъм, тя е подчинена на военната дисциплина, чиновете ѝ са армейски, съответстващи на тези на сухопътните войски и подразделенията ѝ са означени като военни части, всяко със свой военно-пощенски номер (Unitatea Militar), редовата жандармерия е организирана в батальони, а началникът на службата – Генералният инспектор на жандармерията е с чин генерал-майор, съответстващ на чина на Началниците на главните щабове на СВ, ВВС и ВМС.

## Румънска служба за информация
Румънската служба за информация (Serviciul Român de Informații) е основната контраразузнавателна организация на страната. Формирана е на 26 март 1990 г. след разформироването на суперорганизацията Секуритате, като поема функциите на нейните директорати за вътрешна сигурност и за контраразузнаване. Началникът ѝ е цивилно лице, но длъжността му съответства на тази на началниците на видовете въоръжени сили и жандармерията. В известен смисъл Румънската служба за информация е румънският еквивалент на българската Държавна агенция за национална сигурност, с някои съществени различия. Основното е, че голяма част от служителите са с военен чин и освен със собствен специален отряд в лицето на Бригата за антитероризъм, РСИ разполага и със собствена авиационна част от няколко вертолета, базирани на летище Букурещ – Бъняса. Службата е подчинена директно на Висшия съвет за отбрана на страната (Consiliul Suprem de Apărare a Ţării – CSAT).

## Служба за външна информация
Румънската Служба за външна информация (Serviciul de Informații Externe) е основната разузнавателна организация на страната. Формирана е на 8 февруари 1990 г. след разформироването на суперорганизацията Секуритате, като поема функциите на нейния Директорат за външно разузнаване. Началникът ѝ е цивилно лице, но длъжността му съответства на тази на Началника на Генералния щаб на въоръжените сили. Основната част от служителите са с военен чин и службата е подчинена директно на Висшия съвет за отбрана на страната (Consiliul Suprem de Apărare a Ţării – CSAT).

## Служба за охрана
Румънската Служба за охрана (Serviciul de Protecție și Pază) е основната организация на страната, отговорна за охраната на висши държавни лица, обекти и гостуващи чуждестранни делегации и политици. Формирана е на 7 май 1990 г. след разформироването на суперорганизацията Секуритате, като поема функциите на нейния Пети директорат. Първоначално новата служба е формирана в рамките на Министерството на националната отбрана и е военна организация. По-късно е подчинена директно на Висшия съвет за отбрана на страната (Consiliul Suprem de Apărare a Ţării – CSAT), но запазва военизирания си характер, като Началникът ѝ е с чин генерал-лейтенант.

## Служба за специални комуникации
Румънската Служба за специални комуникации (Serviciul de Telecomunicații Speciale) е военизирана организация, осигуряваща свръзката между правителствените структури на централната власт и по места, както и за изпълнението на специални проекти от особена важност като румънската система на единния телефонен номер 112. Създадена е на 18 декември 1992 г. Подчинена е директно на Висшия съвет за отбрана на страната (Consiliul Suprem de Apărare a Ţării – CSAT). Поради по-дългата продължителност на службата настоящият ѝ началник е с чин генерал, но обичайно постът се заема от генерал-майор или генерал-лейтенант.